# Mi mejor amigo
Mi mejor amigo (Mon meilleur ami) es una comedia dramática realizada por Patrice Leconte, que fue estrenada en 2006.

## Sinopsis
François Coste es un marchante de arte con una agenda ocupada, pero un fracasado en su vida personal. Tras comprar impulsivamente un costoso jarrón griego, poniendo en peligro la galería de arte municipal, su socia Catherine le presenta un reto. François deberá presentar a su mejor amigo antes del final del mes o devolver el jarrón.